# 新門司
新門司（しんもじ）は福岡県北九州市門司区の町名。新門司港（北九州港）を根拠とした汎称地名としても用いられる。郵便番号800-0115。1丁目から3丁目までが存在する。2010年3月31日現在の人口は10人。関門海峡側からみて裏側に存在することから、かつては裏門司（うらもじ）と呼ばれていた。

## 地理
北九州市門司区の東部に位置し、周防灘に面する。瀬戸内海側で気候は1年を通して穏やかである。北で今津、北東で橋を介して新門司北、南西で大字恒見、西で恒見町・吉志、北西で大字畑と隣接する。

### 新門司フェリーターミナル
新門司フェリーターミナルは西日本では神戸港に次ぐフェリーターミナルであり、東京、徳島や近畿地方などから多くの長距離フェリーが発着する。フェリーターミナルから程近い位置には九州自動車道の新門司インターチェンジが開設されている事から、利便性が高く、新門司臨海産業用地（マリナクロス新門司）などの物流団地が整備されている。そのため、沿岸部一帯は物流基地としての様相を呈している。周辺地区には北九州空港、企救半島北端部には太刀浦コンテナターミナルが立地しており、北部九州における物流の拠点となっている。2004年11月15日には、トヨタ輸送新門司自動車物流センターが竣工。主にトヨタ自動車九州で生産された完成車の国内向け積み出し港となっている。
2001年8月11日にはマリナクロス新門司特設ステージでGLAY EXPO 2001 "GLOBAL COMMUNICATION"九州公演が行なわれた。

## 歴史
- 1962年11月 - 新門司臨海工業用地造成着工[2]。
- 1977年3月 - 新門司清掃工場（旧）竣工。
- 1991年3月 - 新門司フェリーターミナル開業。
- 1991年8月 - 新門司マリーナ開業。
- 1993年3月31日 - 新門司インターチェンジ供用開始。
- 2001年8月11日 - GLAY EXPO 2001 "GLOBAL COMMUNICATION"九州公演開催。
- 2004年11月15日 - トヨタ輸送新門司自動車物流センター竣工。
- 2005年1月17日 - 農林水産省動物検疫所門司支所新門司検疫場開所式[3]。
- 2007年3月 - 北九州市環境局新門司工場（建替え）竣工。
- 2013年10月22日 - 津村島緑地開園[4]。
- 2013年12月 - 新出光がコカ・コーラウエストが所有する工場跡地5haにメガソーラー竣工予定[5]。

## 施設
- 農林水産省動物検疫所門司支所新門司検疫場
- 門司消防署松ケ江出張所
- 国土交通省九州地方整備局北九州港湾・空港整備事務所新門司出張所
- 花王ロジスティクス北九州センター
- エステー九州工場
- ジェネック新門司倉庫
- 出光興産門司油槽所
- 中国精油新門司工場
- NIPPO北九州合材工場
- 古川電工エコテック九州工場
- 新門司公園
- 津村島緑地
- 北九州市立新門司温水プール
- 北九州市環境局新門司工場
- 新門司マリーナ
- 西濃エキスプレス新門司流通センター(営業所止め不可)
- ヤマト運輸新門司営業所

## 交通

### 鉄道
鉄道は当地内を通過していない。

### 道路
- 九州自動車道新門司インターチェンジ - 最寄りのインターチェンジ。大字畑に設置されている。福岡インターチェンジ方向の出入口のみのハーフインターチェンジ。